# Вознесенский собор (Алма-Ата)
Вознесенский собор (каз. Вознесенск кафедралы шіркеуі) — православный храм в Алма-Ате, один из двух кафедральных соборов Астанайской и Алматинской епархии Русской православной церкви.
Был построен в Пушкинском парке (ныне парк имени 28 гвардейцев-панфиловцев) города Верного Семиреченской области в 1904—1907 годах как кафедральный собор Туркестанской епархии.
При высоте 41,4 (до подкрестного шара колокольни) или 54 м в общем это одна из самых высоких деревянных церквей мира; образец сейсмостойкого сооружения. Включён в список памятников истории и культуры Казахстана республиканского значения.

## История

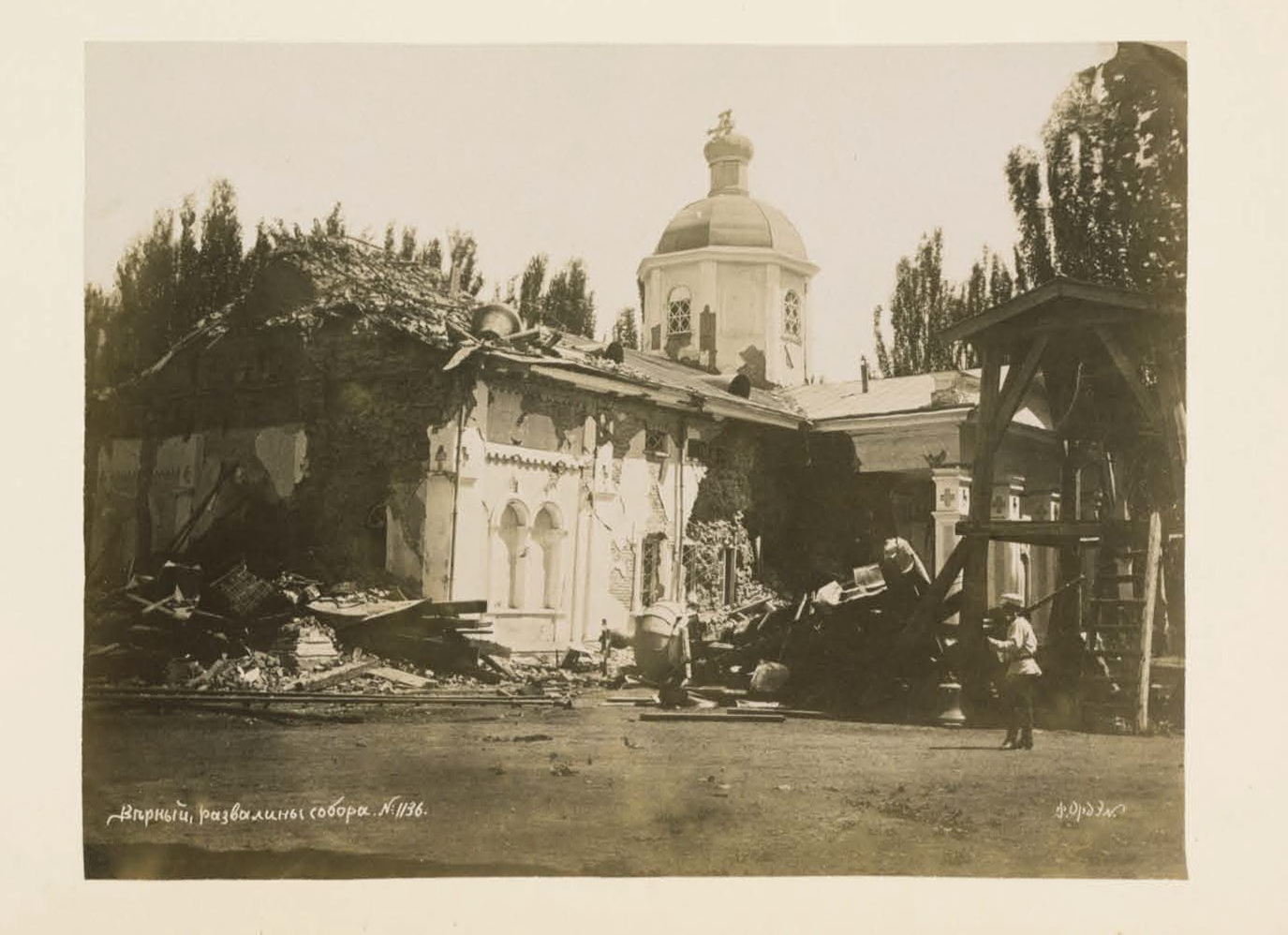
Развалины каменного старого собора, 1887 год

Православный собор существовал в Верном до сильнейшего землетрясения 1887 года, когда было разрушены почти все каменные сооружения.

О необходимости нового православного собора для города Верного говорили ещё первые владыки Туркестанской епархии в конце XIX века; по вопросу велась переписка, были составлены проект и смета, однако он был осуществлён только в начале XX века. 26 сентября 1904 года епископ Туркестанский и Ташкентский Паисий (Виноградов) освятил закладку храма.
В 1904 году началось строительство храма. В 1907 году жители Верного смогли оценить уникальное сооружение архитектуры, которое возвели из древесной породы тянь-шаньской ели голубого цвета.
При строительстве храма принимали самое активное участие помимо Зенкова: Вице-Губернатор П.П. Осташкин, Председатель Окружного Суда А.П. Геевский, протоиерей о. А. Шавров, иереи о. М. Андреев и о. Г. Тихонравов, Городской Голова г. Верного А.И. Путолов, Соборный староста Н.Я. Пугасов, П.Д. Иванов, полковник инженер Н.И. Степанов, С. П. Банченко и А.Т. Чумин.
Испытания ужасным землетрясением, которое произошло в декабре 1910 (в январе 1911 по новому стилю) года помещение Вознесенского собора выдержало благополучно: немного просел угол колокольни и вышибло стекла.
Туркестанский Софийский кафедральный собор (впоследствии переименованный в Свято-Вознесенский) строился в 1904—1907 годах инженером Андреем Зенковым по проекту архитектора Константина Борисоглебского. Оригинальные конструкции высотного здания обеспечили надёжность сооружения во время землетрясения 1910 года. Оно было построено целиком из деревянных деталей, соединённых друг с другом металлическими крепёжными изделиями. «При грандиозной высоте, — писал Зенков о соборе, — он представлял собою очень гибкую конструкцию. Колокольня его качалась и гнулась, как вершина высокого дерева и работала, как гибкий брус». Лишь погнувшийся крест напоминает о пережитом землетрясении.

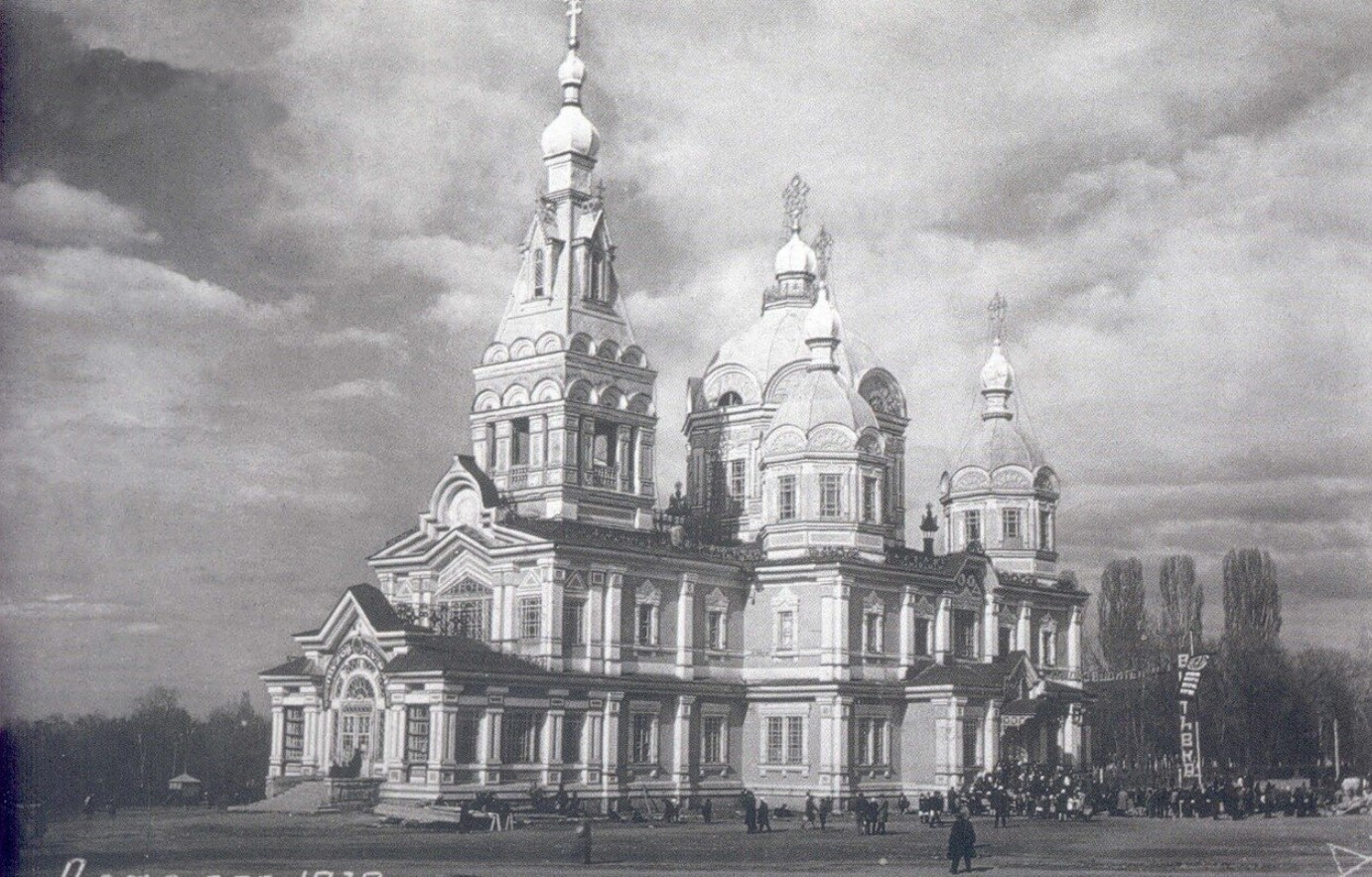
Фото собора в 1930 году

В мае 1905 года в соборе служил священником Евстафий Малаховский, в будущем священномученик.
Внутреннее устройство собора сделали в художественных мастерских Москвы и Киева. Иконостас выполнен художником Николаем Хлудовым.
В 1927 году храм был закрыт советскими властями. С 1929 года использовался как здание Казахского центрального краевого музея. В 1930-х годах в здании собора размещались также общественные организации. Колокольня собора использовалась под антенну для организации первых радиопередач в Алма-Ате. В 1976 году прошла первая в истории здания реставрация. С 1985 года в связи с переездом Центрального музея Казахской ССР в новое здание в соборе разместился концертно-выставочный павильон (по другим данным, Алматинский музей истории и реставрации).
Храм был возвращён Русской православной церкви правительством Республики Казахстан и после реставрационных работ в мае 1995 года в соборе были возобновлены службы. C июля 2017 года в соборе проходила масштабная реконструкция, завершившаяся 28 октября 2020 года.

## В искусстве и литературе
- История создания собора и его использования в конце 1920-х — начале 1930-х годов описаны в романах Юрия Домбровского «Хранитель древностей» и «Факультет ненужных вещей».

- 2 июня 2007 года Национальный банк Казахстана выпустил в обращение монету «Кафедральный собор» (качество пруф) номиналом 500 тенге из серебра 925 пробы тиражом 4000 штук с целью содействовать расширению понимания всей культуры Казахстана, способствовать представлению религии как мирного учения о духовном и нравственном самосовершенствовании личности. На аверсе монеты изображен герб Казахстана и разделённые точками надписи по окружности «500 ТЕҢГЕ», «ҚАЗАҚСТАН РЕСПУБЛИКАСЫ» на казахском языке и «РЕСПУБЛИКА КАЗАХСТАН» на русском языке. На реверсе: в центре — изображение Вознесенского кафедрального собора города Алма-Аты, в верхней части — по окружности надписи «КАФЕДРАЛЫҚ ШІРКЕУ» и «КАФЕДРАЛЬНЫЙ СОБОР» и товарный знак Казахстанского монетного двора, в левой части — надпись «АЛМАТЫ 2007», в нижней части — надпись «Ag 925 31,1 gr.»[15]